# Ovenschotel

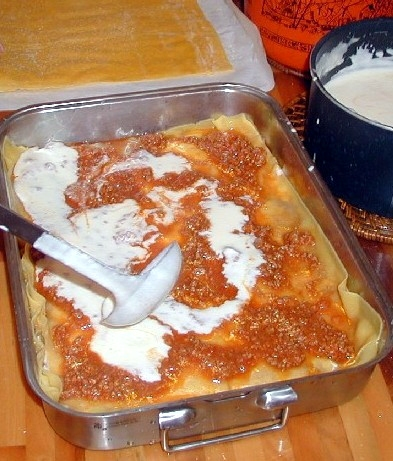
Lasagne

Een ovenschotel is een gerecht dat in een oven gaar wordt gemaakt.
Bij een ovenschotel worden de ongare of halfgare ingrediënten in een vuurvaste schotel gedaan. Vaak worden de verschillende onderdelen laag voor laag in de schaal gedaan, bijvoorbeeld een laag gehakt, met daarop een laag groente, daar weer op een laag gehakt. De bovenste laag is vaak een saus of een laag aardappelpuree die moet voorkomen dat de onderste tijdens het verblijf in de oven uitdroogt. Als extra bescherming (maar ook ter verbetering van de smaak) wordt op de laatste laag soms wat boter en paneermeel gedaan, wat in de oven een knapperige korst vormt. Andere schotels worden gestrooid met kaas.
Bekende ovenschotels zijn:
- Lasagne
- Moussaka
- Pom